# Poenkareov disk model
U geometriji, Poenkareov disk model, takođe nazvan i konformalni disk model, je model 
n-dimenzionalne hiperboličke geometrije (neeuklidske geometrije Lobačevskog).
Kada se predstavi u dve dimenzije Poenkareov disk model je krug, a kružnica koja ga ograničava je ivica ili granica ove neeuklidske površi koja se naziva apsoluta.
Hiperboličke tačke su sve tačke kruga, gde tačke na graničnoj kružnici predstavljaju beskonačnost. Hiperboličke prave su delovi kružnica normalnih na apsolutu ili prečnici diska. Hiperboličke duži su odsečci krugova normalnih na apsolutu, a čija temena pripadaju hiperboličkoj ravni. Hiperboličke poluprave su, takođe, odsečci krugova normalnih na apsolutu, ali čije se jedno teme nalazi na apsoluti, a drugo pripada hiperboličkoj ravni.
Zajedno sa Klajnovim modelom i Poenkareovim poluravanskim modelom, ovaj model je bio predložen i od Eugenia Beltramija koji ga je iskoristio da dokaže kako je hiperbolička geometrija ekvikonzistentna sa Euklidovom geometrijom.

## Metrika Poenkareovog disk modela
Poenkareov metrički tenzor predstavljen je diskom
{\displaystyle \qquad U=\{z=x+iy:|z|={\sqrt {x^{2}+y^{2}}}<1\}}

Ako su u i v dva vektora u realnom n-dimenzionalnom vektorskom prostoru, Rn sa običnom Euklidskom normom, oba će imati normu manju od 1, onda možemo da definišemo jednu izometričku invarijantu kao  
{\displaystyle \delta (u,v)=2{\frac {\lVert u-v\rVert ^{2}}{(1-\lVert u\rVert ^{2})(1-\lVert v\rVert ^{2})}},\,}

gde {\displaystyle \lVert \cdot \rVert } predstavljaju običnu Euklidsku normu. Tada je funkcija razdaljine:
{\displaystyle \qquad d(u,v)=\operatorname {arccosh} (1+\delta (u,v)).\,}

Kako je funkcija razdaljine definisana za bilo koja 2 vektora norme manje od 1 i kako ona gradi sklop vektora u metričkom prostoru koji je model hiperboličkog prostora konstantne krive −1. Model ima osobinu da je ugao između 2 presecajuće prave u hiperboličkom prostoru jednak uglu u modelu.
Povezan metrički tenzor Poenkareovog modela je određen formulom
{\displaystyle ds^{2}=4{\frac {\sum _{i}dx_{i}^{2}}{(1-\sum _{i}x_{i}^{2})^{2}}}={\frac {dx^{2}+dy^{2}}{(1-(x^{2}+y^{2}))^{2}}}={\frac {dz\,d{\overline {z}}}{(1-|z|^{2})^{2}}},}

gde su xi koordinate unutrašnjosti Euklidskog prostora. Geodezijske linije (Geodezijska linija date površi sastoji se od lukova u datoj površi oji svake dve njene tačke spajaju po liniji najkraćeg rastojanja među njima)disk modela su krugovi normalni na kružnicu Poenkareovog modela Sn−1.

## Analitička geometrija u Poenkareovom disk modelu
Prava je definisana formulom:
{\displaystyle x^{2}+y^{2}+ax+by+1=0,\,}

što predstavlja generalan oblik kružnice normalne na jediničnu kružnicu G.
Za pravu kroz 2 date tačke, u i v, koje obe ne pripadaju prečniku jediničnog kruga formula glasi:
{\displaystyle x^{2}+y^{2}+{\frac {u_{2}(v_{1}^{2}+v_{2}^{2})-v_{2}(u_{1}^{2}+u_{2}^{2})+u_{2}-v_{2}}{u_{1}v_{2}-u_{2}v_{1}}}x+{\frac {v_{1}(u_{1}^{2}+u_{2}^{2})-u_{1}(v_{1}^{2}+v_{2}^{2})+v_{1}-u_{1}}{u_{1}v_{2}-u_{2}v_{1}}}y+1=0.}

Ako su u i v tačke na jediničnoj kružnici, gde obe ne pripadaju krajevima istog rečnika, formula za pravu kroz njih je:
{\displaystyle x^{2}+y^{2}+{\frac {2(u_{2}-v_{2})}{u_{1}v_{2}-u_{2}v_{1}}}x-{\frac {2(u_{1}-v_{1})}{u_{1}v_{2}-u_{2}v_{1}}}y+1=0.}

## Literatura
- Geometry: Euclid and Beyond, Robin Hartshorne, Springer
- Zoran Lučić, Euklidska i hiperbolička geometrija (1997),TOTAL DESIGN i Matematički fakultet u Beogradu